# Theodor Pixis (tonsättare)
Theodor Pixis, född den 15 april 1831 i Prag, död den 4 augusti 1856, var en tysk violinvirtuos. Han var son till Friedrich Wilhelm Pixis. 
Pixis var elev av Vieuxtemps. Han utnämndes 1850 till konsertmästare och till lärare i violinspelning vid Rheinische Musikschule i Köln. Han skrev kompositioner för violin med ackompanjemang av piano samt sånger.